# Brachythecium digastrum
Brachythecium digastrum là một loài rêu trong họ Brachytheciaceae. Loài này được Müll. Hal. ex Kindb. mô tả khoa học đầu tiên năm 1892.